# Hermanellopsis
Hermanellopsis is een geslacht van haften (Ephemeroptera) uit de familie Leptophlebiidae.

## Soorten
Het geslacht Hermanellopsis omvat de volgende soorten:
- Hermanellopsis arsia
- Hermanellopsis incertans